# Famille Thomas
Pour les articles homonymes, voir Thomas.
La famille Thomas, établie à Bex dans le canton de Vaud, a donné plusieurs botanistes et naturalistes de renom. Par leurs explorations alpestres et leurs cultures, ils ont été, surtout entre 1810 et 1900 des fournisseurs de graines et de plantes diffusées dans toute l’Europe.

## Généalogie
- Pierre Thomas (1708-1781)
  - Abraham (1740-1824)
    - Louis †1823 à Naples
    - Philippe †1831 en Sardaigne
    - Emmanuel (1788-1859)
      - Jean-Louis (1824-1886)

## Pierre Thomas
Pierre Thomas (1708-1781), forestier des mines et salines de Bex et montagnard, a été initié à la botanique par Albert de Haller, qui le prend pour guide dans ses excursions d’herborisation. Par la suite, de Haller le charge de parcourir la montagne à la rechercher des plantes rares qu’il décrira dans ses ouvrages sur la flore helvétique. Pierre Thomas, établi aux Plans sur Bex se met à cultiver des plantes alpines dans son jardin.

## Abraham Thomas
Abraham Thomas (1740-1824) est initié très tôt à la botanique systématique et collabore lui aussi avec de Haller. Succédant à son père comme forestier des salines, il s’établit d’abord au Fenalet sur Bex, puis aux Devens, où il bâtit vers 1802 la «maison rouge». Il fait commerce de plantes, publie une étude sur les pins et reçoit de nombreux savants botanistes attirés par la flore si riche de cette région alpine. Son concurrent Johann Christoph Schleicher exerce une activité similaire au Bévieux sur Bex.

## Emmanuel Thomas
Abraham Louis Emmanuel Thomas (1788-1859), collaborant avec son ami et voisin Jean de Charpentier, poursuit la tradition familiale. Il est connu comme botaniste, minéralogiste et commerçant d’«objets d’histoire naturelle». Il construit vers 1825 la «maison grise», toujours aux Devens à Bex, mais herborise aussi en Piémont, en Autriche, en Sardaigne, séjourne à Londres, à Paris et à Vienne. Ces voyages lui créent un vaste réseau de relations savantes. Son catalogue, paru en 1837, propose près de 2500 espèces de plantes. Avec lui culmine la réputation des Thomas.
E.Thomas est l’abréviation botanique standard de Emmanuel Thomas.
Consulter la liste des abréviations d'auteur en botanique ou la liste des plantes assignées à cet auteur par l'IPNI, la liste des champignons assignés par MycoBank, la liste des algues assignées par l'AlgaeBase et la liste des fossiles assignés à cet auteur par l'IFPNI.

## Jean-Louis Thomas
Jean-Louis Thomas (1824-1886) et les enfants de celui-ci poursuivent encore le commerce familial, mais à une moindre échelle. Dans une lettre commerciale de 1877 sont énumérées 80 espèces observées dans la nature, et 27 taxons cultivés dans le jardin du Dévens. Peu à peu, toutefois, la concurrence devient plus forte, les musées sont pourvus, et l’herborisation passe de mode. À Bex, les propriétés Thomas sont vendues en 1903.

## Les Thomas et les Conifères
Les conifères sont une spécialité des Thomas. Déjà en 1807, Abraham Tomas publie un «Mémoire abrégé pour servir à l’histoire des pins…». De 1835 à 1872, la famille Thomas a livré au canton de Vaud plus de 250 000 plantons et plus de quatre tonnes de graines de mélèze, d’épicéa, de sapin, de pin sylvestre, de pin de montagne et d’arolle. L’essentiel des livraisons de conifères est destiné au Canton de Vaud, surtout dans la région de Montreux, mais une centaine d’envois partent vers la France, tout particulièrement à la firme Vilmorin-Andrieux à Paris. De rares envois sont même destinées à l’Angleterre et à la Belgique.

## Publications
- Abraham Thomas, «Mémoire abrégé pour servir à l’histoire des pins ou sapins qui croissent naturellement en Suisse». Notices d’utilité publique, II, Lausanne 1807, p. 139-150.
- Emmanuel Thomas, Catalogue de plantes suisses et des coquilles terrestres et fluviatiles qui se vendent chez Emanuel Thomas à Bex dans le canton de Vaud en Suisse, s. l., 1818.
- Emmanuel Thomas, Catalogue des plantes suisses qui se vendent chez Emmanuel Thomas , à Bex, canton de Vaud, en Suisse, Lausanne 1837[4].